# Warped Tour bootleg series (EP de My Chemical Romance)
Warped Tour bootleg series es un EP de My Chemical Romance.

## Lista de canciones
1. “I'm not okay (I promise)” (en vivo en San Diego 30 de junio de 2005)
2. “Thank you for the venom” (en vivo en San Diego 30 de junio de 2005)
3. “Helena” (en vivo en San Diego 30 de junio de 2005)
4. “Cemetery drive” (en vivo en Las Cruces 28 de junio de 2005)
5. “You know what they do to guys like us in prison” (en vivo en Las Cruces 28 de junio de 2005)
6. “Give 'em hell, kid” (en vivo en Long Beach 1 de julio de 2005)

## Créditos
- Gerard Way: voz;
- Ray Toro: guitarra principal;
- Frank Iero: guitarra rítmica;
- Mikey Way: bajo;
- Bob Bryar: batería, percusión.